# Rm (Unix)
rm (съкращение от remove) е Юникс (Unix) команда, която служи за изтриване на файлове от файловата система. Опциите, които rm използва, са:
-r – тази опция премахва директории, премахва съдържанието рекурсивно
-i – при тази опция се пита за потвърждение за всеки файл, преди да бъде изтрит
-f – тази опция игнорира несъществуващи файлове и изтрива всеки файл без запитване за потвърждение
rm обикновено е направена синоним към „rm -i“, като така се намалява риска за случайно изтриване на някой файл. Ако потербителят все пак иска да изтрие голям брой файлове, той може да игнорира опцията -i като добави опцията -f.
rm -rf (обикновено „rm -rf /“, „rm -rf *“, и др.) се използва често в шеги и анекдоти за Юникс (Unix) бедствия. Командата „rm -rf /“, ако бъде изпълнена от администратора на системата, ще доведе до изтриването на всички файлове в системата. Както е казал Лари Уол през 1991 г., „Просто не създавайте файлове с името -rf.“